# Joseph-Antoine Poncet de la Rivière
Joseph-Antoine Poncet de la Rivière (Paris, 17 mai 1610 - Martinique, 18 juin 1675) est un missionnaire jésuite français.

## Biographie
Entré dans la Compagnie de Jésus en 1629, il fait ses études de rhétorique et de philosophie à Clermont-Ferrand et Rouen puis enseigne de 1631 à 1634 à Orléans.
il arrive au Canada en 1639 avec Marie Madeleine de la Peltrie et Marie Guyard et est envoyé en mission chez les Hurons. Il fonde en 1645 une mission chez les Algonquins puis est capturé par les Iroquois qui le torturent, son compagnon Mathurin Franchelot étant quant-à-lui assassiné. 
Après son retour en France en 1667, il travaille dans un pénitencier à Loreto en Italie puis part pour la Martinique où il finit sa vie. 